# جاناتان ریورز
جاناتان ریورز (انگلیسی: Jonathan Rivierez؛ زادهٔ ۱۸ مهٔ ۱۹۸۹) بازیکن فوتبال اهل فرانسه است.
از باشگاه‌هایی که در آن بازی کرده‌است می‌توان به باشگاه فوتبال متس، باشگاه فوتبال لو آور، و باشگاه فوتبال لیل اشاره کرد.